# George Armstrong (ishockeyspelare)
George Edward Armstrong, född 6 juli 1930 i Skead nära Sudbury, Ontario, död 24 januari 2021, var en kanadensisk ishockeytränare och professionell ishockeyspelare som tillbringade 21 säsonger i den nordamerikanska ishockeyligan National Hockey League (NHL), där han spelade för Toronto Maple Leafs. Han producerade 713 poäng (296 mål och 417 assists) samt drog på sig 721 utvisningsminuter på 1 187 grundspelsmatcher. Han spelade också för Pittsburgh Hornets i American Hockey League (AHL).
Armstrong vann Stanley Cup-titlar med Maple Leafs för säsongerna 1961–1962, 1962–1963, 1963–1964 och 1966–1967.
Efter spelarkarriären var han tränare för Toronto Marlboros i OHA-Jr. och Ontario Major Junior Hockey League (OMJHL), talangscout för Quebec Nordiques och tränare, assisterande general manager och talangscout för Maple Leafs. Armstrong blev invald i Hockey Hall of Fame 1975.
Han är farbror till Dale McCourt.

## Statistik
| 1946–1947      | Copper Cliff Jr. Redmen | OHA-Jr.        | 9    | 6   | 5   | 11  | 4   | 5   | 0  | 1  | 1  | 10 |
| 1947–1948      | Stratford Kroehlers     | OHA-Jr.        | 36   | 33  | 40  | 73  | 33  | 2   | 1  | 0  | 1  | 6  |
| 1948–1949      | Toronto Marlboros       | OHA-Jr.        | 39   | 29  | 33  | 62  | 89  | 10  | 7  | 10 | 17 | 2  |
|                | Toronto Marlboros       | OHA-Sr.        | 3    | 0   | 0   | 0   | 2   | —   | —  | —  | —  | —  |
| 1949–1950      | Toronto Maple Leafs     | NHL            | 2    | 0   | 0   | 0   | 0   | —   | —  | —  | —  | —  |
|                | Toronto Marlboros       | OHA-Jr.        | 45   | 64  | 51  | 115 | 74  | —   | —  | —  | —  | —  |
| 1950–1951      | Pittsburgh Hornets      | AHL            | 71   | 15  | 33  | 48  | 49  | 13  | 4  | 9  | 13 | 6  |
| 1951–1952      | Toronto Maple Leafs     | NHL            | 20   | 3   | 3   | 6   | 30  | 4   | 0  | 0  | 0  | 2  |
|                | Pittsburgh Hornets      | AHL            | 50   | 30  | 29  | 59  | 62  | —   | —  | —  | —  | —  |
| 1952–1953      | Toronto Maple Leafs     | NHL            | 52   | 14  | 11  | 25  | 54  | —   | —  | —  | —  | —  |
| 1953–1954      | Toronto Maple Leafs     | NHL            | 63   | 17  | 15  | 32  | 60  | 5   | 1  | 0  | 1  | 2  |
| 1954–1955      | Toronto Maple Leafs     | NHL            | 66   | 10  | 18  | 28  | 80  | 4   | 1  | 0  | 1  | 4  |
| 1955–1956      | Toronto Maple Leafs     | NHL            | 67   | 16  | 32  | 48  | 97  | 5   | 4  | 2  | 6  | 0  |
| 1956–1957      | Toronto Maple Leafs     | NHL            | 54   | 18  | 26  | 44  | 37  | —   | —  | —  | —  | —  |
| 1957–1958      | Toronto Maple Leafs     | NHL            | 59   | 17  | 25  | 42  | 93  | —   | —  | —  | —  | —  |
| 1958–1959      | Toronto Maple Leafs     | NHL            | 59   | 20  | 16  | 36  | 37  | 12  | 0  | 4  | 4  | 10 |
| 1959–1960      | Toronto Maple Leafs     | NHL            | 70   | 23  | 28  | 51  | 60  | 10  | 1  | 4  | 5  | 4  |
| 1960–1961      | Toronto Maple Leafs     | NHL            | 47   | 14  | 19  | 33  | 21  | 5   | 1  | 1  | 2  | 0  |
| 1961–1962      | Toronto Maple Leafs     | NHL            | 70   | 21  | 32  | 53  | 27  | 12  | 7  | 5  | 12 | 2  |
| 1962–1963      | Toronto Maple Leafs     | NHL            | 70   | 19  | 24  | 43  | 27  | 10  | 3  | 6  | 9  | 4  |
| 1963–1964      | Toronto Maple Leafs     | NHL            | 66   | 20  | 17  | 37  | 14  | 14  | 5  | 8  | 13 | 10 |
| 1964–1965      | Toronto Maple Leafs     | NHL            | 59   | 15  | 22  | 37  | 14  | 6   | 1  | 0  | 1  | 4  |
| 1965–1966      | Toronto Maple Leafs     | NHL            | 70   | 16  | 35  | 51  | 12  | 4   | 0  | 1  | 1  | 4  |
| 1966–1967      | Toronto Maple Leafs     | NHL            | 70   | 9   | 24  | 33  | 26  | 9   | 2  | 1  | 3  | 6  |
| 1967–1968      | Toronto Maple Leafs     | NHL            | 62   | 13  | 21  | 34  | 4   | —   | —  | —  | —  | —  |
| 1968–1969      | Toronto Maple Leafs     | NHL            | 53   | 11  | 16  | 27  | 10  | 4   | 0  | 0  | 0  | 0  |
| 1969–1970      | Toronto Maple Leafs     | NHL            | 49   | 13  | 15  | 28  | 12  | —   | —  | —  | —  | —  |
| 1970–1971      | Toronto Maple Leafs     | NHL            | 59   | 7   | 18  | 25  | 6   | 6   | 0  | 2  | 2  | 0  |
| NHL totalt     | NHL totalt              | NHL totalt     | 1187 | 296 | 417 | 713 | 721 | 110 | 26 | 34 | 60 | 52 |
| AHL totalt     | AHL totalt              | AHL totalt     | 121  | 45  | 62  | 107 | 111 | 13  | 4  | 9  | 13 | 6  |
| OHA-Jr. totalt | OHA-Jr. totalt          | OHA-Jr. totalt | 129  | 132 | 129 | 261 | 200 | 22  | 13 | 13 | 26 | 24 |